# Kabinett Dissanayake
Das Kabinett Dissanayake bildet seit dem 24. September 2024 die Regierung von Sri Lanka. Es wurde nach dem Sieg von Anura Kumara Dissanayake bei der Präsidentschaftswahl in Sri Lanka 2024 gebildet. Das Kabinett bestand initial nur aus drei Personen, die 15 Ressorts besetzen und war damit das bislang kleinste Kabinett in der Geschichte Sri Lankas.

## Kabinettsmitglieder
| Name                     | Bild | Partei                                             | Amt |
| ------------------------ | --- | -------------------------------------------------- | --- |
| Anura Kumara Dissanayake | | National People’s Power/ Janatha Vimukthi Peramuna | Staatspräsident |
| Anura Kumara Dissanayake | Minister für Landwirtschaft, Land, Viehzucht, Bewässerung, Fischerei und Wasserressourcen                                  | National People’s Power/ Janatha Vimukthi Peramuna | |
| Anura Kumara Dissanayake | Verteidigungsminister | National People’s Power/ Janatha Vimukthi Peramuna | |
| Anura Kumara Dissanayake | Energieminister | National People’s Power/ Janatha Vimukthi Peramuna | |
| Anura Kumara Dissanayake | Minister für Finanzen, wirtschaftliche Entwicklung, Politikgestaltung, Planung und Tourismus                               | National People’s Power/ Janatha Vimukthi Peramuna | |
| Harini Amarasuriya       | | National People’s Power                            | Premierministerin |
| Harini Amarasuriya       | Ministerin für Bildung, Wissenschaft und Technologie                                                                       | National People’s Power                            | |
| Harini Amarasuriya       | Gesundheitsministerin | National People’s Power                            | |
| Harini Amarasuriya       | Ministerin für Justiz, öffentliche Verwaltung, Provinzialräte, lokale Regierung und Arbeit                                 | National People’s Power                            | |
| Harini Amarasuriya       | Ministerin für Handel, Gewerbe, Ernährungssicherheit, kooperative Entwicklung, Industrie und Unternehmerentwicklung        | National People’s Power                            | |
| Harini Amarasuriya       | Ministerin für Frauen, Kinder- und Jugendangelegenheiten und Sport                                                         | National People’s Power                            | |
| Vijitha Herath           | | National People’s Power/ Janatha Vimukthi Peramuna | Minister für Buddhismus, religiöse und kulturelle Angelegenheiten, nationale Integration, soziale Sicherheit und Massenmedien |
| Vijitha Herath           | Minister für Umwelt, Wildtiere, Waldressourcen, Wasserversorgung, Plantagenwirtschaft und Gemeinschaft sowie Infrastruktur | National People’s Power/ Janatha Vimukthi Peramuna | |
| Vijitha Herath           | Minister für Auswärtige Angelegenheiten                                                                                    | National People’s Power/ Janatha Vimukthi Peramuna | |
| Vijitha Herath           | Minister für öffentliche Sicherheit                                                                                        | National People’s Power/ Janatha Vimukthi Peramuna | |
| Vijitha Herath           | Minister für ländliche und städtische Entwicklung sowie Wohnungs- und Bauwesen                                             | National People’s Power/ Janatha Vimukthi Peramuna | |
| Vijitha Herath           | Minister für Verkehr, Autobahnen, Häfen und Zivilluftfahrt                                                                 | National People’s Power/ Janatha Vimukthi Peramuna | |